# Martfeld
Martfeld (dolnoniem. Mattfeld) – miejscowość i gmina Niemczech, w kraju związkowym Dolna Saksonia, w powiecie Diepholz, wchodzi w skład gminy zbiorowej Bruchhausen-Vilsen.